# Esafluoruro di rodio
L'esafluoruro di rodio è un composto di formula RhF6.
Si può ottenere per sintesi diretta dagli elementi:
Rh + 3 F2 → RhF6
È molto instabile e fortemente ossidante. Attacca il vetro e reagisce con l'ossigeno  per formare [O2]+[RhF6]−. La molecola ha struttura ottaedrica.